# 成層圏準2年周期振動

ラジオゾンデの観測データによる、成層圏中下部(高度31～17km付近)の東西風速分布の断面図。各高度ごとに見ると風向が規則的に変化している。また「風の場」が下へ伝播する様子が分かる。

成層圏準2年周期振動（せいそうけんじゅんにねんしゅうきしんどう、quasi-biennial oscillation：QBO）とは、赤道域の成層圏での風系が約2年周期で規則的に変動する現象のことである。アメリカのR.J. ReedとイギリスのR.A. Ebdonによりそれぞれ独立に発見された。

## 概要
赤道上空の成層圏では赤道を中心とする南北対称な東風と西風が約1年交代で交互に現れ、その一巡する周期は2年から2年半程度、平均的には26ヶ月である。また西風のピークは20m/s程度、東風のピークは30m/s程度である。このような変動は成層圏界面付近の高度40-50kmで起こり、徐々に下降するが対流圏界面付近ではほとんど見られなくなる。QBOの振幅は赤道で最大で南北には約20°の広がりを持つが、それより高緯度ではほとんど見られない。
QBOが起こる原因としては、対流圏から上空に伝播する重力波の運ぶ運動量との関連が知られている。対流圏からは西向きの位相速度を持った西進重力波、東向きの位相速度を持った東進重力波とも上空に伝播する。しかし成層圏の風が東風であると西進重力波は吸収され、それより上空には東進重力波のみが伝播する。東進重力波が砕波した場合、西風を作るような運動量を置いていき結果、上空が西風に変わる。逆に成層圏が西風の場合、それより上空には西進重力波のみが伝播し東風を作るような運動量を置いていって上空が東風に変わる。この繰り返しにより周期的な風系の変動が起こる。
成層圏で吸収しきれなかった重力波は上部中間圏まで伝播して吸収され、中間圏凖2年周期変動（MQBO）を引き起こす。